# Иван Зоин
Иван Зоин е български актьор, сценарист и режисьор.

## Биография
Роден е на 9 юни 1933 г. Работи дълги години като директор на Разградския драматичен театър „Антон Страшимиров“.
Работи дълги години от 1970 година в БНТ - КАТО АС.РЕЖИСЬОР,РЕЖИСЬОР И СЦЕНАРИСТ!
Съпруга - Маргарита Зойн - театровед р.1938 г.
Дъщеря - Цветина Зойн - преподавател по английски език и преводач от английски език -р.1964 г.
Умира през 2008 г. в град София.

## Телевизионен театър
Като актьор
- „Безумният Журден“ (1982) (от Михаил Булгаков по мотиви на Молиер, реж. Магда Каменова) – статуята на командора
- „Страстната неделя“ (1978) (от Павел Павлов, реж. Павел Павлов)
- „Опечалена фамилия“ (1971) (Бранислав Нушич)

## Филмография
Като актьор
- Единственият свидетел (1990)
- Мисия – („MISJA“) (1980), 6 серии, (Полша / България / ГДР) – (в 5-а серия)
- Легенда за върха (тв, 1975)
- Не се обръщай назад (1971)
- Скитникът (1970)

Като режисьор
- Мъж без кола (1984)
- Боте (1983)
- Не се сърди, човече! (1983)
- Адрес (1979)

Като сценарист
- Мъж без кола (1984)
- Боте (1983)
- Не се сърди, човече! (1983)